# Barduelva
Barduelva (nordsamiska: Álddesjohka) är en 70 km lång flod i Bardu och Målselvs kommuner i Troms fylke i Norge. Den rinner upp i Altevatnet, efter sammanflödet med Målselva utanför Bardufoss bildar den Troms fylkes största flod, under namnet Målselva.
Floden är Troms fylkes största kraftkälla och mellan Alevatnet och sammanflödet med Målselva är den utbyggd med tre kraftverk, Innset, Straumsmo och Bardufoss med en sammanlagd årsproduktion på 1 253 GWh.